# Rifugio Paolina
Il rifugio Paolina è situato nel comune di Vigo di Fassa, nel Gruppo del Catinaccio, Dolomiti, a 2.125 metri di quota. È accessibile dal passo di Costalunga.

## Caratteristiche e informazioni
Il rifugio è aperto nel periodo estivo e nel periodo invernale.